# Danebury
Das im 6. Jahrhundert v. Chr. erbaute Danebury (auch Danbury Camp genannt) ist ein eisenzeitliches Hillfort, südlich von Andover in Hampshire in England. Danebury Hillfort liegt auf einem 143 m hohen Hügel. Es dominiert die selten über 100 m ansteigende Gegend. Das umliegende Land hat leichte Böden, umfasst Waldgebiete und Weiden und hat Zugang zu Wasser in Form des River Test und seiner Nebenflüsse.
Der etwa fünf Hektar große Komplex wurde zwischen 1969 und 1988 von Barry Cunliffe ausgegraben. Er machte die längste Untersuchung eines Hillforts in Westeuropa. Eine weitere Untersuchung wurde 1997 im Rahmen des Wessex-Hillforts-Projekts mit einem Magnetometer durchgeführt. Die Erforschung von Danebury war bedeutend für das Verständnis von Hillforts, da nur wenige Anlagen derart intensiv ausgegraben wurden. 
Danebury wurde während der 500 Jahre seiner Nutzung mehrmals umgebaut, wobei es komplexer wurde und zu einem „entwickelten“ Hillfort ausgebaut wurde. Es ist heute als Ort von besonderem wissenschaftlichem Interesse denkmalgeschützt und ein lokales Naturschutzgebiet.
Das Interesse an Hillforts wurde Mitte des 19. Jahrhunderts durch die Ausgrabung des Worlebury Camps nördlich von Weston-super-Mare in Somerset geweckt. In den 1920er und 1930er Jahren gab es einer regelrechte „Hillfort-Manie“ und bis 1940 wurden etwa 80 Hügel ausgegraben. 
Es gibt rund 3.300 Hillforts oder hillfortähnliche Gehege in Großbritannien. Die meisten liegen konzentriert in bestimmten Regionen: Süd- und Südwestengland, die Westküsten von Wales in den walisischen Marschen und in der Borderregion von Schottland. Hillforts variierten stark in der Größe, wobei die Mehrheit eine Fläche von weniger als einem ha bedeckt. In seltenen Fällen erreichen sie über 80 ha. 
Die erste Ausgrabung in Danebury wurde 1859 vom Antiquar Augustus Wollaston Franks (1826–1897) durchgeführt. Seine Arbeiter fanden eine eisenzeitliche Grube, die etwa 2,0 Meter tief war und 1,5 Meter Durchmesser hatte. Man war aber nicht in der Lage, ihren Zweck zu ermitteln. Die erste größere Untersuchung des Hügels wurde in der zweiten Hälfte des 19. Jahrhunderts von Augustus Pitt-Rivers (1827–1900) durchgeführt. Die Arbeiten in Sussex führten Pitt-Rivers zu dem Schluss, dass die meisten Hillforts während der Eisenzeit gebaut wurden. 
Standorte dieser Qualität sind selten. Es gibt eine Konzentration in Südengland: Balksbury, Maiden Castle und South Cadbury. Außerhalb dieser Region ist nur Broxmouth Hillfort in East Lothian ein Ort von solch hoher Qualität. Die nahe gelegenen Hillforts ähnlicher Größe (Figsbury Ring, Quarley Hill und Bury Hill) wurden wahrscheinlich um die gleiche Zeit errichtet. Es gibt eine Debatte, ob Hillforts rein defensive oder religiöse Strukturen waren. Barry Cunliffe interpretiert sie als im Wesentlichen defensiv, obwohl er einräumt, dass sie Reichtum und Macht zeigen, da sie weithin sichtbar waren.